# Stovner

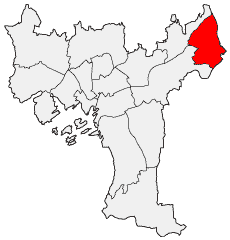
Lage von Stovner in Oslo

Stovner ist ein nordöstlicher Stadtteil der norwegischen Hauptstadt Oslo. Er hat 33.316 Einwohner (2020) und eine Fläche von 8,2 km².
Der Stadtteil grenzt im Norden an die Kommune Nittedal, im Nordosten und Osten an Skedsmo, im Osten an Lørenskog, im Süden grenzt er an die Stadtteile Alna mit Ellingsrud und Østmarka. Im Westen grenzt Stovner an den Stadtteil Grorud. Gemeinsam mit Grorud, Alna und Bjerke bildet Stovner die Region Groruddalen. Stovner liegt genau neben Gjelleråsmarka, das ein populäres Waldgebiet im Norden Oslos ist. Im Westen liegt zudem Lillomarka.
Der Stadtteil war im Mittelalter ein bekanntes Landwirtschaftsgebiet, durch die Siedlung führte der Weg von Oslo nach Romerike und weiter nach Trondheim. Im Jahre 1777 wurde hier der Vorläufer des heutigen Trondheimsveien gebaut. Durch die lange Tradition als Durchgangsgebiet besteht in diesem Stadtteil eine alte Bewirtungs- und Übernachtungsgewerbetradition.
Der feine Grorudgranit, der sich entlang des Trondheimsveien findet, wurde im 18. Jahrhundert als Baustoff populär. Zahlreiche Steinhauer von Stovner bis Årvoll zeugen von dieser Tradition. Die Gesetzestafeln vor dem Storting sind aus diesem Granit.
Um 1900 wurde der östliche Teil des Gebietes ausparzelliert, der heute Alt-Stovner (Gamle Stovner) und Høybråten ist. Høybråten wuchs rasch zum Zentrum der Stadt an. Während dieser Teil städtisch geprägt war, blieben die weiteren Stadtteile weiterhin von der Landwirtschaft dominiert.
Mit der Stadtteilreform vom 1. Januar 2004 wurde Høybråten ein Teil von Stovner. Damit wurden Høybråten und Stovner, die seit 1973 getrennt waren, wieder zusammengelegt. Im Laufe dieser Zeit wuchs Stovner um 27.885 Einwohner.